# Seattle Seahawks Ring of Honor

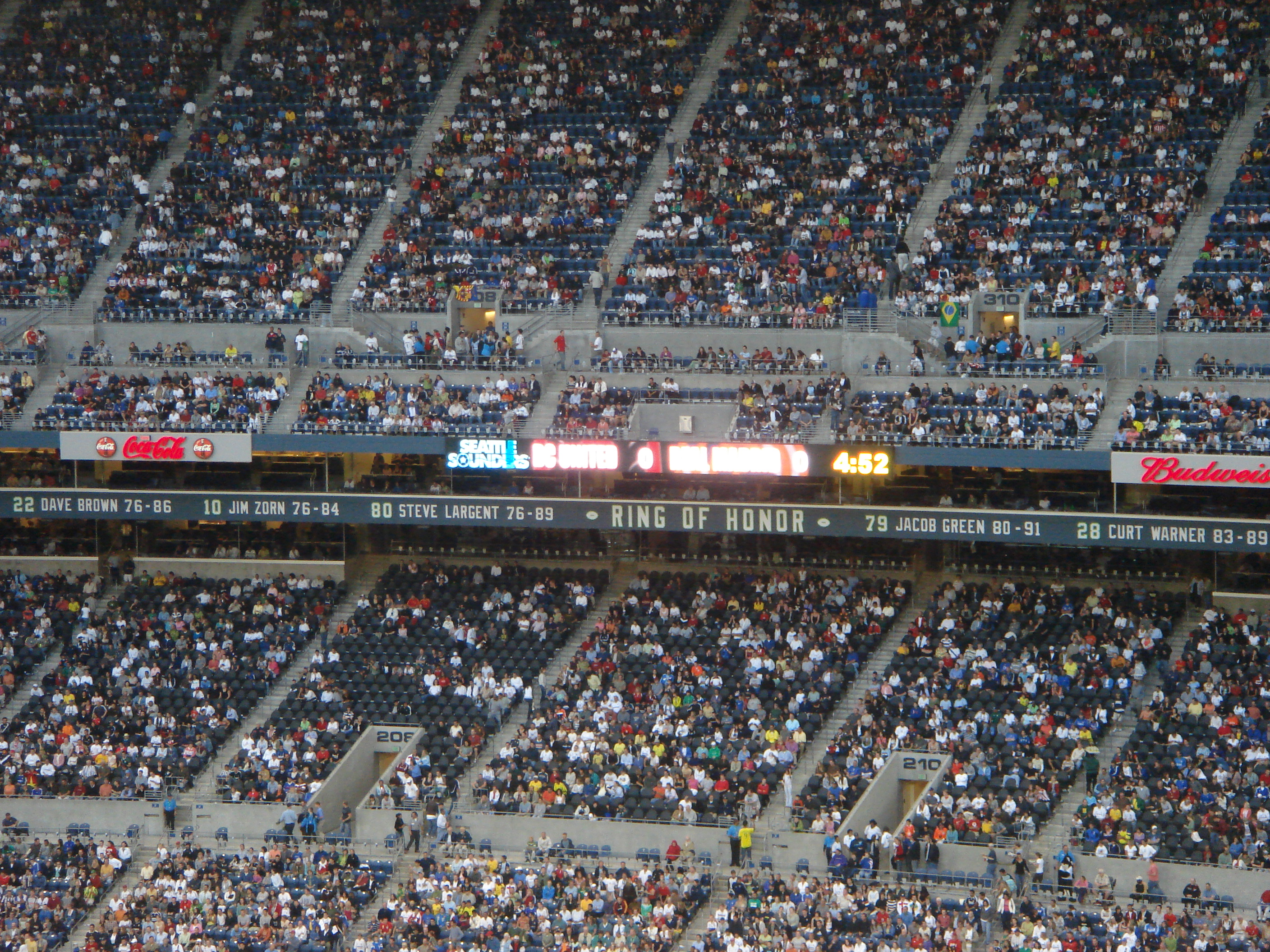
Foto dei nomi del Ring of Honor nel Qwest Field nel 2006.

Il Seattle Seahawks Ring of Honor è un gruppo di persone onorato per i contributi resi ai Seattle Seahawks, una squadra di football americano professionistica della National Football League. I loro nomi sono in mostra nel Lumen Field.
Gli attuali membri del Ring of Honor sono:
| Ring of Honor dei Seattle Seahawks |                 |                      |           |              |              |
| N.                                 | Nome            | Ruolo                | Anni      | Introduzione | Note         |
| 37                                 | Shaun Alexander | RB                   | 2000-2007 | 2022         | [ 1 ]        |
| —                                  | Paul Allen      | Proprietario         | 1996-2018 | 2019         | [ 2 ]        |
| 22                                 | Dave Brown      | CB                   | 1976–1986 | 1992         | [ 3 ] [ 4 ]  |
| 45                                 | Kenny Easley    | S                    | 1981–1987 | 2002         | [ 4 ] [ 5 ]  |
| 79                                 | Jacob Green     | DE                   | 1980–1991 | 1995         | [ 4 ] [ 6 ]  |
| —                                  | Pete Gross      | Cronista radiofonico | 1976–1992 | 1992         | [ 4 ] [ 7 ]  |
| 8                                  | Matt Hasselbeck | QB                   | 2001-2010 | 2021         | [ 8 ]        |
| —                                  | Mike Holmgren   | Allenatore           | 1999–2008 | 2021         | [ 8 ]        |
| 71                                 | Walter Jones    | OT                   | 1997–2009 | 2014         | [ 9 ]        |
| 96                                 | Cortez Kennedy  | DT                   | 1990-2000 | 2006         | [ 4 ] [ 10 ] |
| —                                  | Chuck Knox      | Allenatore           | 1983–1991 | 2005         | [ 4 ] [ 11 ] |
| 17                                 | Dave Krieg      | QB                   | 1980–1991 | 2004         | [ 4 ] [ 12 ] |
| 80                                 | Steve Largent   | WR                   | 1976–1989 | 1989         | [ 4 ] [ 13 ] |
| 28                                 | Curt Warner     | RB                   | 1983–1989 | 1994         | [ 4 ] [ 14 ] |
| 10                                 | Jim Zorn        | QB                   | 1976–1984 | 1991         | [ 4 ] [ 15 ] |